# Andrea Barber
Andrea Laura Barber (Los Angeles, 3 juli 1976) is een Amerikaanse actrice, actief in de jaren 80 en 90.
Barber wist op 4-jarige leeftijd dat ze wilde acteren. In 1982 kreeg ze een rol in de soap Days of Our Lives. Hierin speelde ze tot 1986. Vervolgens speelde ze tussen 1987 en 1995 een bijrol in de sitcom Full House als Kimmy Gibbler, toen het programma eindigde stopte ze met acteren. Vanaf februari 2016 is Barber te zien in de serie Fuller House op Netflix, een spin-off van Full House.
Barber trouwde in 2002 met Jeremy Rytky samen hebben ze een zoon en een dochter.

## Filmografie
- 1982–1986: Days of Our Lives, rol van Carrie Brady
- 1985: Do You Remember Love, rol van Jennifer
- 1986: The Leftovers, rol van Zoey
- 1987–1995: Full House, rol van Kimberly "Kimmy" Louise Gibbler
- 2000: The Skateboard Kid II, rol van Tilly Curtis
- 2016-2020: Fuller House, rol van Kimmy Gibbler

### Gastoptredens
- 1985: The Twilight Zone, rol van Cathy Marano, aflevering 1-05
- 1986–1987: Our House, afleveringen 1-05 en 2-04
- 1990: Growing Pains, rol van Rhonda Green, aflevering 6-05